# Johann I. von Merlau

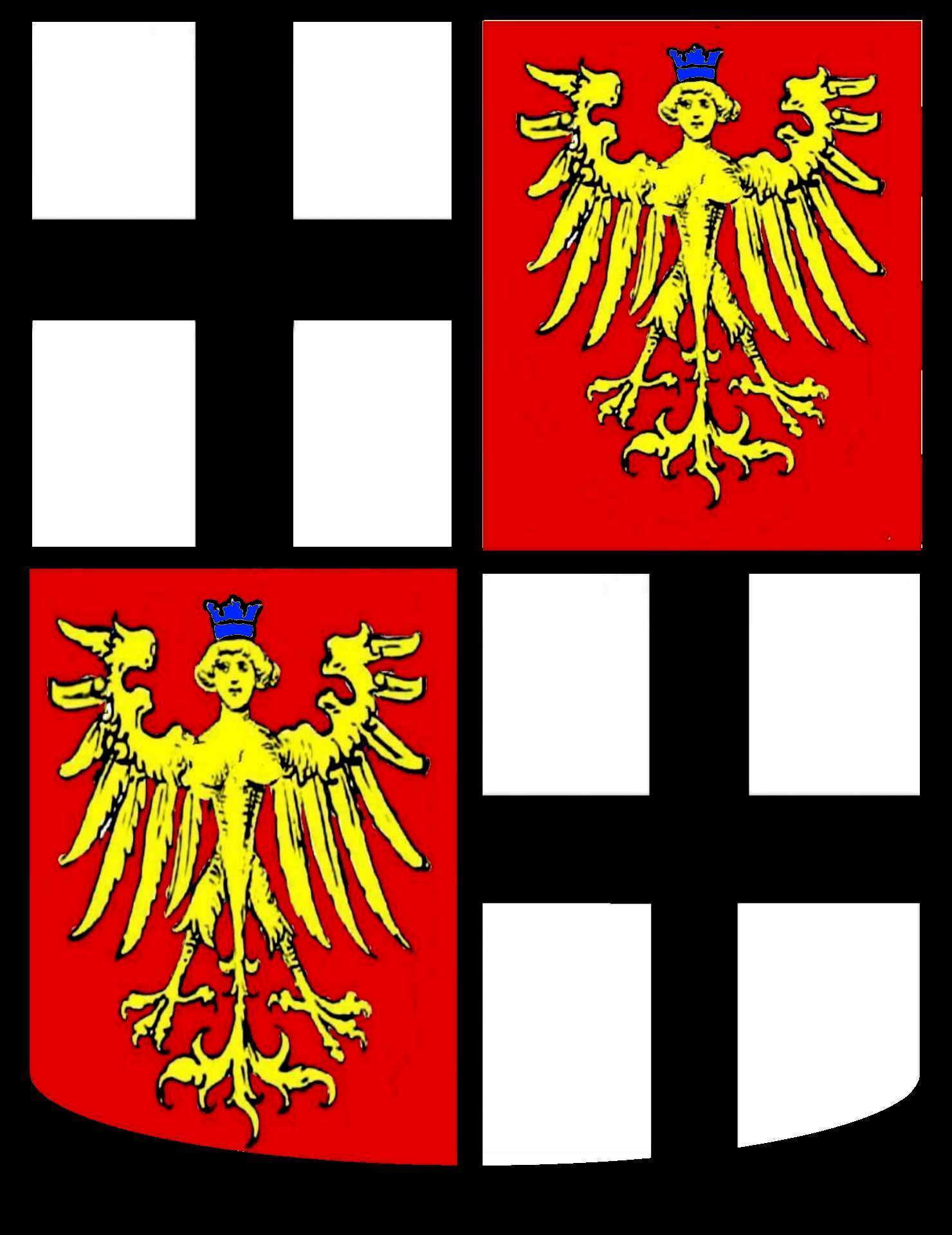
Wappen Johann I. von Merlau, Fürstabt von Fulda 1395–1440

Johann I. von Merlau († 1440) war von 1395 bis 1440 Fürstabt der Reichsabtei Fulda.

## Leben
Er stammte aus einem oberhessischen Geschlecht von Edelfreien, benannt nach ihrem Stammsitz Merlau, einem heutigen Ortsteil von Mücke im Vogelsbergkreis. Er war der erste Abt, der die sogenannten „Alten Statuten“ vom 1. September 1395 beschwören musste, eine Art von Grundgesetz des Fürstentums.
Schon unter seinen Vorgängern war die Abtei aufgrund von zahlreichen und zum Teil schweren Fehden mit Rittergeschlechtern der Umgebung, aber insbesondere auch mit den Landgrafen von Hessen, in erhebliche finanzielle Schwierigkeiten geraten, und bei Johanns Amtsantritt hatte die Abtei einen Schuldenstand von 300.000 Gulden. Ein Großbrand im Jahre 1398 trieb die Verschuldung um weitere 80.000 Gulden nach oben. Hinzu kamen die Kosten neuer Fehden und Auseinandersetzungen mit Mitgliedern der fuldischen Ritterschaft und mit benachbarten weltlichen und geistlichen Herren, wie dem Bischof Johann II. von Würzburg.
In dieser Situation sah sich Johann im Jahre 1419 gezwungen, den ihm vom Stiftskapitel und dem neuen Mainzer Erzbischof Konrad III. von Dhaun aufgedrängten Hermann II. von Buchenau als Koadjutor und Verweser zu akzeptieren, der die weltlichen Angelegenheiten des Stifts in die Hand nehmen sollte. Dies führte innerhalb von kurzer Zeit zu schwerem Streit. Abt Johann bestand weiterhin auf seinen Rechten, wurde jedoch schon 1420 durch Hermann von Buchenau auf dem Schloss Neustadt überfallen und in das Dorf Ottershausen vertrieben. Zwar rief er die beiden geistlichen Oberhirten der Abtei, Erzbischof Konrad III. von Mainz und den Würzburger Bischof Johann II. um Hilfe an, aber die beiden ignorierten seine Einlassungen und ernannten stattdessen Eberhard von Buchenau, einen Verwandten des Koadjutors, zum Oberamtmann des Hochstifts. Johann wurde schließlich im Jahre 1425 von Hermann von Buchenau vollständig aus dem Fürstentum Fulda verjagt und verbündete sich mit dem hessischen Landgrafen Ludwig I.
Mit dessen Hilfe gelang es Johann im Jahre 1427, wieder als Abt nach Fulda zurückzukehren. Erzbischof Konrad von Mainz hatte dem Landgrafen am 21. Juli wegen einer auf die Grafschaft Waldeck anstehenden umstrittenen Pfandsumme die Fehde erklärt. Der Landgraf, für den die enge Anlehnung der Abtei Fulda unter dem Koadjutor Hermann von Buchenau an Mainz eine erhebliche Bedrohung darstellte, besiegte im Mainzisch-Hessischen Krieg von 1427 ein mainzisches Heer entscheidend bei Fritzlar (23. Juli) und verfolgte die Mainzer dann bis nach Fulda. Dort weigerten sich Stadt und Abtei, den Mainzern innerhalb ihrer Mauern Schutz zu gewähren. Der Landgraf besiegte die Mainzer ein zweites Mal (10. August), besetzte die Stadt, verjagte Hermann von Buchenau, und setzte Abt Johann wieder ein.
Im Zuge des im Dezember 1427 in Frankfurt abgeschlossenen Friedensvertrags verpfändete Johann an Landgraf Ludwig und Erzbischof Konrad unter anderem zwei Drittel von Geisa und Rockenstuhl mit allen Nutzungen, Gefällen, Zinsen und Zubehörungen für 16.000 Gulden; ausgenommen blieben die Burg- und Mannlehen und die geistlichen Lehen.
Als sich das Ende des gräflichen Hauses Ziegenhain abzeichnete und Graf Johann II. von Ziegenhain schrittweise den Übergang seiner Besitzungen an Landgraf Ludwig I. von Hessen in die Wege leitete, wirkte Johann von Merlau bereitwillig mit. Er belehnte den Landgrafen im Jahre 1434 mit dem fuldischen Teil der Grafschaft Nidda, und als Graf Johann II. im Februar 1437 seine beiden Grafschaften Ziegenhain und Nidda dem Landgrafen zu Lehen auftrug, bewilligten Fürstabt Johann und der Hersfelder Abt Albrecht von Buchenau, als bisherige Oberlehnsherren, diesen Vertrag und übertrugen dem Landgrafen, gegen Zahlung einer Geldabfindung, ihre Anteile an den beiden Grafschaften als Lehen.
Kirchen- und innenpolitisch ist von Johann bekannt, dass er im Jahre 1396 den Wiederaufbau der Burg Ebersburg erlaubte, die im Jahre 1270 als Raubritternest durch Fürstabt Bertho II. von Leibolz zerstört worden war; er zwang die Ritter von Ebersburg jedoch, ihre Lehnspflicht anzuerkennen, und verbot ihnen, die Burg oder Teile davon an fremde Herren zu versetzen oder zu verkaufen. Ab 1420 gab er allen Frauenklöstern des Fuldaer Hoheitsgebietes Pröpste (“praepositi”) zur Verwaltung ihrer weltlicher Angelegenheiten bei. Vor den Toren der Stadt Geisa ließ er das Hospital St. Elisabeth erbauen.
Johann blieb bis zu seinem Tod im Jahre 1440 im Amt. Sein Nachfolger wurde sein ehemaliger Gegenspieler Hermann von Buchenau.